# ديوها
ديوها أو الديفا هي الأرواح الشريرة في الديانة الزرادشتية التي تساعد أهريمان اله الشر والفوضى.